# Journal of the National Comprehensive Cancer Network
Das Journal of the National Comprehensive Cancer Network, abgekürzt J. Natl. Compr. Cancer Netw., ist eine wissenschaftliche Fachzeitschrift, die vom Harborside Press-Verlag veröffentlicht wird. Die Zeitschrift erscheint derzeit mit zehn Ausgaben im Jahr. Es werden Arbeiten veröffentlicht, die sich mit der Verbesserung der Versorgung von onkologischen Patienten beschäftigen.
Der Impact Factor lag im Jahr 2015 bei 4,263. Nach der Statistik des ISI Web of Knowledge wird das Journal mit diesem Impact Factor in der Kategorie Onkologie an 53. Stelle von 213 Zeitschriften geführt.